# Verbatim Corporation
Verbatim Corporation je američka tvrtka specijalizirana za proizvodnju medija za pohranu podataka i flash memory proizvoda. Tvrtka je podružnica Mitsubishi Chemical društva iz Japana. Tvrtka je osnovana 1969. godine a podružnica Mitsubishi Chemical društva je od 1990. godine.

## Proizvodi
- Diskete
- Magnetske trake
- MultiMediaCard kartice
- Secure Digital kartice
- CompactFlash kartice
- CD-R/CD-RW
- DVD-R/DVD-RW/DVD-R DL
- DVD+R/DVD+RW/DVD+R DL
- DVD-RAM
- BD-R/BD-RE
- HD-DVD-R
- USB flash drive

## Vanjske poveznice
- Verbatim web stranica
- Verbatim Europe web stranica